# Bahnstrecke Ludwigslust–Wismar
| Streckennummer (DB): | 6441                                                                |                                              |                                              |
| Kursbuchstrecke (DB): | 100 (Holthusen–Bad Kleinen) 202 (Ludwigslust–Wismar)                |                                              |                                              |
| Kursbuchstrecke: | 104a (1934) 118c (1946) 118d (Schwerin-Görries – Schwerin Hbf 1946) |                                              |                                              |
| Streckenlänge: | 68,632 km                                                           |                                              |                                              |
| Spurweite: | 1435 mm (Normalspur)                                                |                                              |                                              |
| Streckenklasse: | D4                                                                  |                                              |                                              |
| Stromsystem: | 15 kV, 16,7 Hz ~                                                    |                                              |                                              |
| Streckengeschwindigkeit: | 160 km/h                                                            |                                              |                                              |
| Zugbeeinflussung: | PZB                                                                 |                                              |                                              |
| Zweigleisigkeit: | Ludwigslust–Bad Kleinen                                             |                                              |                                              |
| |                                                                     |                                              |                                              |
| \| \| \| von Dömitz \| \| \| \| \| von Berlin \| \| \| \| \| von Parchim \| \| \| \| \| \| \| \| \| 30,391 \| Ludwigslust \| Ludwigslust \| \| \| \| nach Hamburg \| \| \| \| 35,344 34,751 \| Kilometerwechsel \| Kilometerwechsel \| \| \| 34,985 \| Wöbbelin \| Wöbbelin \| \| \| 39,270 \| Lüblow (Meckl) \| Lüblow (Meckl) \| \| \| 44,930 \| Rastow \| Rastow \| \| \| 51,800 \| Sülstorf \| Sülstorf \| \| \| 56,701 \| von Hagenow \| von Hagenow \| \| \| 56,996 \| Holthusen \| Holthusen \| \| \| 59,158 \| Schwerin Süd \| Schwerin Süd \| \| \| \| von Parchim \| \| \| \| 61,850 \| Schwerin-Görries \| Schwerin-Görries \| \| \| \| nach Sacktannen \| \| \| \| \| \| \| \| \| 63,108 \| Schwerin-Görries (betriebl. SN-Görries Nord) \| Schwerin-Görries (betriebl. SN-Görries Nord) \| \| \| \| \| \| \| \| 65,520 \| Schwerin Mitte \| Schwerin Mitte \| \| \| 66,400 \| Schwerin Hbf \| Schwerin Hbf \| \| \| \| \| \| \| \| \| Güterbahnhof Schwerin \| \| \| \| \| (Brücke im Nov. 2008 entfernt) \| \| \| \| \| Schwerin Abzw \| \| \| \| \| nach Rehna \| \| \| \| \| ehem. Hafenbahn Schwerin \| \| \| \| \| Ladegleis KGW \| \| \| \| 71,710 \| Üst Carlshöhe (früher Bbf) \| Üst Carlshöhe (früher Bbf) \| \| \| 77,050 \| Lübstorf \| Lübstorf \| \| \| \| Gallentin Süd (Abzw) \| \| \| \| \| nach Gallentin West (geplant) \| \| \| \| \| von Lübeck \| \| \| \| 82,800 \| Bad Kleinen \| Bad Kleinen \| \| \| \| nach Rostock \| \| \| \| 85,650 \| Losten \| Losten \| \| \| 87,825 \| Moidentin \| Moidentin \| \| \| 89,640 \| Petersdorf (bis Dez. 2012) \| Petersdorf (bis Dez. 2012) \| \| \| 92,070 \| Dorf Mecklenburg \| Dorf Mecklenburg \| \| \| 93,730 \| Rosenthal \| Rosenthal \| \| \| \| von Rostock \| \| \| \| \| \| \| \| \| 98,430 \| Wismar \| Wismar \| \| \| 98,547 \| (Eigentümergrenze) \| (Eigentümergrenze) \| \| \| \| Wismar Hafen (Bft) \| \| |                                                                     |                                              |                                              |
| Strecke (außer Betrieb) |                                                                     | von Dömitz                                   | von Dömitz                                   |
| Strecke quer · Kreuzung geradeaus oben (Strecke geradeaus außer Betrieb) · Strecke von rechts |                                                                     | von Berlin                                   | von Berlin                                   |
| Strecke quer · Abzweig ehemals geradeaus, ehemals nach rechts und von rechts · Strecke |                                                                     | von Parchim                                  | von Parchim                                  |
| Abzweig geradeaus und von links · Strecke nach rechts |                                                                     |                                              |                                              |
| Bahnhof | 30,391                                                              | Ludwigslust                                  | Ludwigslust                                  |
| Abzweig ehemals geradeaus und nach links · Abzweig quer und von rechts |                                                                     | nach Hamburg                                 | nach Hamburg                                 |
| Abzweig ehemals geradeaus und von links · Strecke nach rechts | 35,344 34,751                                                       | Kilometerwechsel                             | Kilometerwechsel                             |
| ehemaliger Haltepunkt / Haltestelle | 34,985                                                              | Wöbbelin                                     | Wöbbelin                                     |
| Haltepunkt / Haltestelle | 39,270                                                              | Lüblow (Meckl)                               | Lüblow (Meckl)                               |
| Bahnhof | 44,930                                                              | Rastow                                       | Rastow                                       |
| Haltepunkt / Haltestelle | 51,800                                                              | Sülstorf                                     | Sülstorf                                     |
| Abzweig geradeaus und von links | 56,701                                                              | von Hagenow                                  | von Hagenow                                  |
| Bahnhof | 56,996                                                              | Holthusen                                    | Holthusen                                    |
| Haltepunkt / Haltestelle | 59,158                                                              | Schwerin Süd                                 | Schwerin Süd                                 |
| Abzweig geradeaus und von rechts |                                                                     | von Parchim                                  | von Parchim                                  |
| Dienststation / Betriebs- oder Güterbahnhof | 61,850                                                              | Schwerin-Görries                             | Schwerin-Görries                             |
| Abzweig geradeaus und nach links |                                                                     | nach Sacktannen                              | nach Sacktannen                              |
| |                                                                     |                                              |                                              |
| Haltepunkt / Haltestelle | 63,108                                                              | Schwerin-Görries (betriebl. SN-Görries Nord) | Schwerin-Görries (betriebl. SN-Görries Nord) |
| |                                                                     |                                              |                                              |
| Haltepunkt / Haltestelle | 65,520                                                              | Schwerin Mitte                               | Schwerin Mitte                               |
| Bahnhof | 66,400                                                              | Schwerin Hbf                                 | Schwerin Hbf                                 |
| Strecke von links · Abzweig geradeaus, nach rechts und ehemals nach links · Strecke von rechts (außer Betrieb) |                                                                     |                                              |                                              |
| Strecke · Strecke · Dienststation / Betriebs- oder Güterbahnhof (Strecke außer Betrieb) |                                                                     | Güterbahnhof Schwerin                        | Güterbahnhof Schwerin                        |
| Abzweig geradeaus und ehemals von links · Kreuzung geradeaus unten (Querstrecke außer Betrieb) · Abzweig geradeaus und nach rechts (Strecke außer Betrieb) |                                                                     | (Brücke im Nov. 2008 entfernt)               | (Brücke im Nov. 2008 entfernt)               |
| ehemalige Blockstelle · Abzweig geradeaus und ehemals von links · Strecke nach rechts (außer Betrieb) |                                                                     | Schwerin Abzw                                | Schwerin Abzw                                |
| Strecke nach links · Strecke nach links und von rechts · Strecke quer |                                                                     | nach Rehna                                   | nach Rehna                                   |
| Abzweig von links und von rechts (Strecke außer Betrieb) · Abzweig geradeaus und ehemals nach rechts |                                                                     | ehem. Hafenbahn Schwerin                     | ehem. Hafenbahn Schwerin                     |
| Betriebsstelle Streckenende (Strecke außer Betrieb) · Strecke |                                                                     | Ladegleis KGW                                | Ladegleis KGW                                |
| Überleitstelle / Spurwechsel | 71,710                                                              | Üst Carlshöhe (früher Bbf)                   | Üst Carlshöhe (früher Bbf)                   |
| Bahnhof | 77,050                                                              | Lübstorf                                     | Lübstorf                                     |
| ehemalige Blockstelle |                                                                     | Gallentin Süd (Abzw)                         | Gallentin Süd (Abzw)                         |
| Abzweig geradeaus und ehemals nach links |                                                                     | nach Gallentin West (geplant)                | nach Gallentin West (geplant)                |
| Abzweig geradeaus und von links |                                                                     | von Lübeck                                   | von Lübeck                                   |
| Bahnhof | 82,800                                                              | Bad Kleinen                                  | Bad Kleinen                                  |
| Abzweig geradeaus und nach rechts |                                                                     | nach Rostock                                 | nach Rostock                                 |
| ehemaliger Haltepunkt / Haltestelle | 85,650                                                              | Losten                                       | Losten                                       |
| Haltepunkt / Haltestelle | 87,825                                                              | Moidentin                                    | Moidentin                                    |
| ehemaliger Haltepunkt / Haltestelle | 89,640                                                              | Petersdorf (bis Dez. 2012)                   | Petersdorf (bis Dez. 2012)                   |
| Bahnhof | 92,070                                                              | Dorf Mecklenburg                             | Dorf Mecklenburg                             |
| ehemaliger Haltepunkt / Haltestelle | 93,730                                                              | Rosenthal                                    | Rosenthal                                    |
| Abzweig geradeaus und von rechts |                                                                     | von Rostock                                  | von Rostock                                  |
| Strecke von links · Abzweig geradeaus und nach rechts |                                                                     |                                              |                                              |
| Strecke · Kopfbahnhof Streckenende | 98,430                                                              | Wismar                                       | Wismar                                       |
| Wechsel des Eisenbahninfrastrukturunternehmens | 98,547                                                              | (Eigentümergrenze)                           | (Eigentümergrenze)                           |
| Betriebs-/Güterbahnhof Streckenende |                                                                     | Wismar Hafen (Bft)                           | Wismar Hafen (Bft)                           |

Die Bahnstrecke Ludwigslust–Wismar ist eine elektrifizierte Hauptbahn in Mecklenburg-Vorpommern. Im Abschnitt Ludwigslust–Bad Kleinen ist sie zweigleisig, im weiteren Verlauf bis Wismar eingleisig.

## Geschichte

### Vor 1945

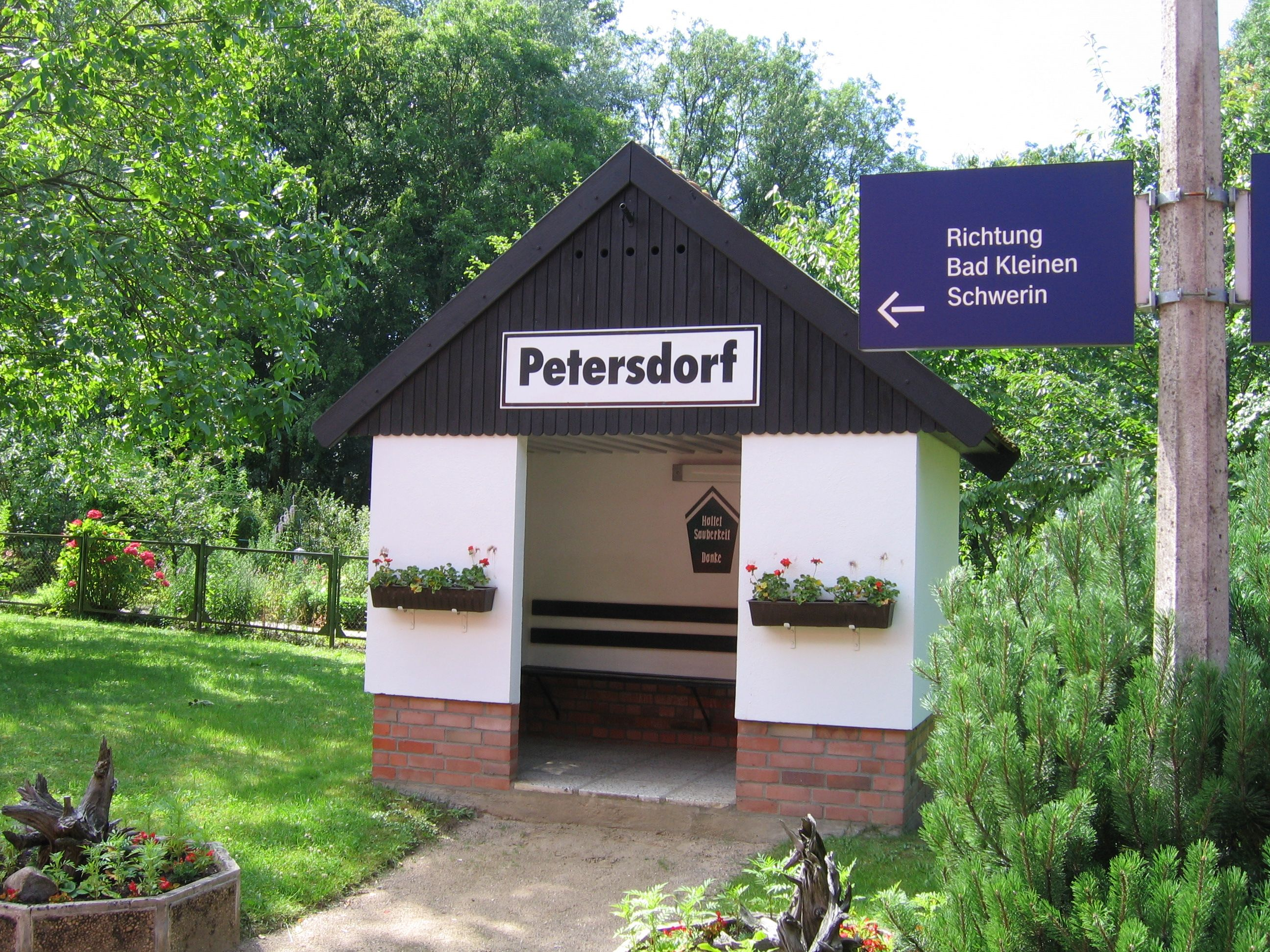
Ehemaliger Haltepunkt Petersdorf

Nachdem 1846 das Großherzogtum Mecklenburg-Schwerin mit der Berlin-Hamburger Eisenbahn seinen ersten Bahnanschluss bekam, wurde 1847 die Verbindung Hagenow–Holthusen–Schwerin eröffnet. Am 12. Juli 1848 folgte die Verlängerung nach Wismar, ein Jahr darauf schloss vom Bahnhof Bad Kleinen ausgehend die Bahnstrecke Bad Kleinen–Rostock an.
1888 wurde eine Verbindung von Holthusen nach Ludwigslust an der Berlin-Hamburger Bahn in Betrieb genommen. Der durchgehende Verkehr von Schwerin nach Wittenberge und weiter in Richtung Magdeburg und Berlin nahm fortan diesen Weg. Auch bahnintern wurde und wird Ludwigslust–Wismar als einheitliche Strecke angesehen. Zwischen Ludwigslust und Holthusen war die Strecke eingleisig. In der Zeit von 1935–1945 bestanden Anschlussgleise in Wöbbelin (zum dortigen KZ), in Pulverhof zur Munitionsanstalt und in Holthusen nach Neu Pampow.

### Ab 1945
Nach dem Zweiten Weltkrieg wuchs die Bedeutung der Strecke. Nach der deutschen Teilung wurden die Seehäfen in Rostock und Wismar deutlich wichtiger, hinzu kam eine erheblich zunehmende Bedeutung im Personenverkehr. In den 1970er Jahren wurde das zweite Gleis gebaut.
Ende der 1970er Jahre wurde die Strecke nördlich von Ludwigslust verlegt. Sie zweigt jetzt ein Stück später von der Berlin-Hamburger Bahn ab. Als Folge erhöhte sich die Streckenlänge um etwa 593 Meter. Daher wurde ein Kilometerwechsel (Überlänge) eingeführt (s. rechts).
1986/87 wurde die Strecke elektrifiziert. Zu jener Zeit gehörte der Abschnitt südlich Bad Kleinen zu den frequentiertesten Strecken im Norden der DDR. Im Sommer verkehrten knapp 15 Schnellzugpaare von Schwerin in Richtung Magdeburg. Hinzu kamen drei Schnellzüge und ein Städteexpress von Schwerin nach Berlin, dazu einige Verstärker für Wochenendpendler.

Am 31. Dezember 1992 ereignete sich im Bahnhof von Holthusen ein schwerer Auffahrunfall, als der Schnellzug von Rostock nach Leipzig frontal mit einer Rangierlokomotive zusammenstieß. 

### Seit 1994

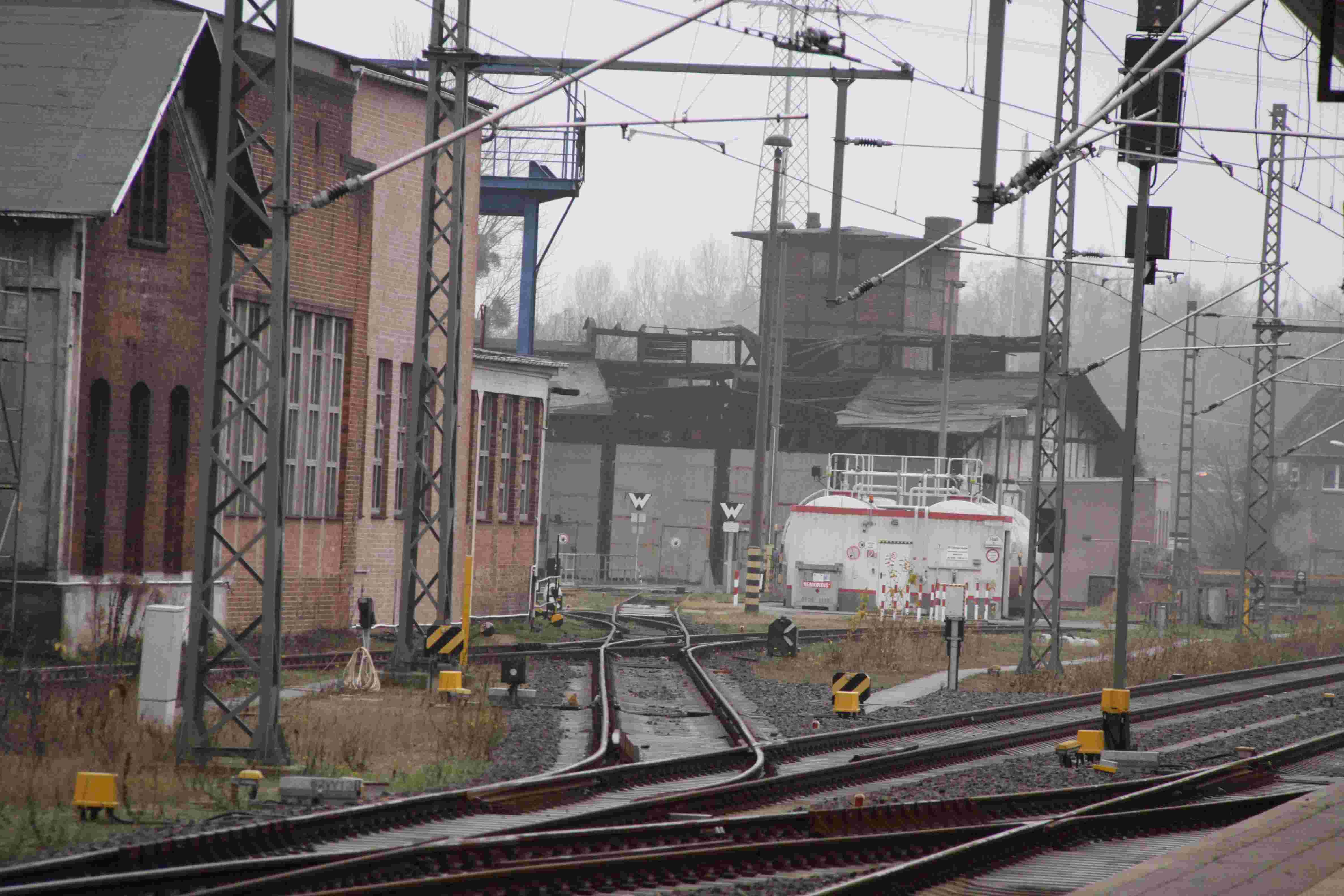
Das ehemalige Bw Schwerin ist heute Teil des Mecklenburgischen Eisenbahn- und Technikmuseums

Im Zuge der Wiedervereinigung Deutschlands kam es zu einer Verlagerung der Verkehrsströme von der Nord-Süd-Relation in die Ost-West-Richtung. Zudem verkehren die Züge zwischen Rostock und Hamburg, die früher über Lübeck fuhren, seit der zweiten Hälfte der 1990er Jahre über Schwerin. In Abschnitten wurde die Strecke im Zuge des Verkehrsprojektes Deutsche Einheit Nr. 1 für Höchstgeschwindigkeiten bis 160 km/h modernisiert. Vorerst erfolgte der Ausbau nur im Abschnitt von Holthusen bis Carlshöhe. Zum 1. Juni 1995 wurde der personenbediente Fahrkartenverkauf am Bahnhof Lüblow (Meckl) eingestellt und der Verkauf zunächst im Zug fortgeführt.
Im Frühling 2001 ging der neue Haltepunkt Schwerin Mitte in der Nähe des Stadtzentrums in Betrieb und es wurde eine durchgehende Regionalexpresslinie nach Berlin eingerichtet.
In den Jahren 2002 bis 2005 wurde der Schweriner Hauptbahnhof modernisiert, wobei unter anderem die Bahnsteiglänge der Gleise 2 und 3 vergrößert wurde. Bei der gleichzeitigen Erneuerung der Brücke über den Obotritenring wurde das Einfahrgleis vom Güterbahnhof zum westlich des Bahnhofs gelegenen Bahnbetriebswerks unterbrochen. Um auch weiterhin das Bahnbetriebswerk benutzen zu können, wurde direkt vom Umfahrungsgleis des Gleises 4 eine Weiche in Richtung des Bahnbetriebswerks eingebaut.
Der ehemals eigenständige Güterbahnhof in Schwerin wurde zu einem Bahnhofsteil des Hauptbahnhofes abgestuft und inzwischen aufgegeben. Einige Gleise des Güterbahnhofes werden als Bahnhofsgleise zum Abstellen von Reisezügen verwendet.
Der Haltepunkt Petersdorf in Petersdorf (Dorf Mecklenburg) wurde zum Fahrplanwechsel im Dezember 2012 aufgegeben, da für einen Weiterbetrieb umfangreiche Ausbaumaßnahmen notwendig gewesen wären.
Der Streckenabschnitt zwischen Carlshöhe und Bad Kleinen wurde seit Juli 2017 komplett saniert. Dabei wurde eine Tiefgründung im Bereich der Moorstelle Kronshof eingebracht und ein elektronisches Stellwerk gebaut. In Vorbereitung waren bereits 2014 die Bahnsteige und der Bahnübergang im Bahnhof Lübstorf erneuert worden.

## Heutige Situation
Die Strecke kann seit 9. Dezember 2018 mit 160 statt bisher 120 km/h befahren werden, außerdem ist seitdem Gleiswechselbetrieb möglich.
Die Strecke wird auf gesamter Länge von Zügen des Regionalverkehrs im Stundentakt befahren. Abwechselnd verkehren dabei Züge der RE 8, welche weiter über Wittenberge und Berlin bis zum Flughafen BER führt, und der Linie RB 17, welche nur zwischen Wismar und Ludwigslust verkehrt. Wegen größerer Fahrplananpassungen wurde zum Jahresfahrplan 2016 zusätzlich die Linie RB 18 zwischen Schwerin Hauptbahnhof und Bad Kleinen eingeführt, um die Anschlussverbindungen im Knoten Bad Kleinen zu erhalten. Alle drei Linien werden durch die Ostdeutsche Eisenbahn betrieben.
Auf dem Abschnitt Bad Kleinen–Schwerin–Holthusen verkehren außerdem zweistündlich Züge der Linie ICE 26 von Karlsruhe über Hamburg, Schwerin und Rostock nach Stralsund und zeitweilig weiter nach Binz oder Greifswald sowie die Regional-Express-Linie RE 1 von Hamburg nach Rostock.  Zudem verkehren täglich zwei Zugpaare der Intercity-Linie 57 von Rostock über Bad Kleinen, Schwerin und Ludwigslust nach Leipzig.
Bei Gallentin soll eine Verbindungskurve zur Bahnstrecke Lübeck–Bad Kleinen gebaut werden, die Fahrten ohne Richtungswechsel zwischen Lübeck bzw. der Festen Fehmarnbeltquerung und Stendal ermöglichen soll. Durch das Projekt werden auch Direktverbindungen im Personenverkehr zwischen Lübeck und Schwerin möglich und die Fahrtzeit zwischen den beiden Städten reduziert. Die Bauarbeiten sollen im April 2025 beginnen.